# Seferihisar
Seferihisar és una ciutat de Turquia, i un districte de la província d'Esmirna a la badia de Sığaçık a 30 km al sud d'Esmirna, al nord de l'illa de Sisam (Samos). La seva població el 1965 era de 5.259 habitants, i el 2006 havia arribat a 43.361. Al segle xiv era part del vilayet d'Aydın. Sota l'otomà Baiazet II fou la base del corsari Kara Turmish. Evliya Çelebi la va visitar el 1670. Al final del segle xix tenia 3.640 habitants.